# Mycodrosophila gracilis
Mycodrosophila gracilis är en tvåvingeart som beskrevs av Toyohi Okada 1986. Mycodrosophila gracilis ingår i släktet Mycodrosophila och familjen daggflugor. Inga underarter finns listade i Catalogue of Life.